# 申砬

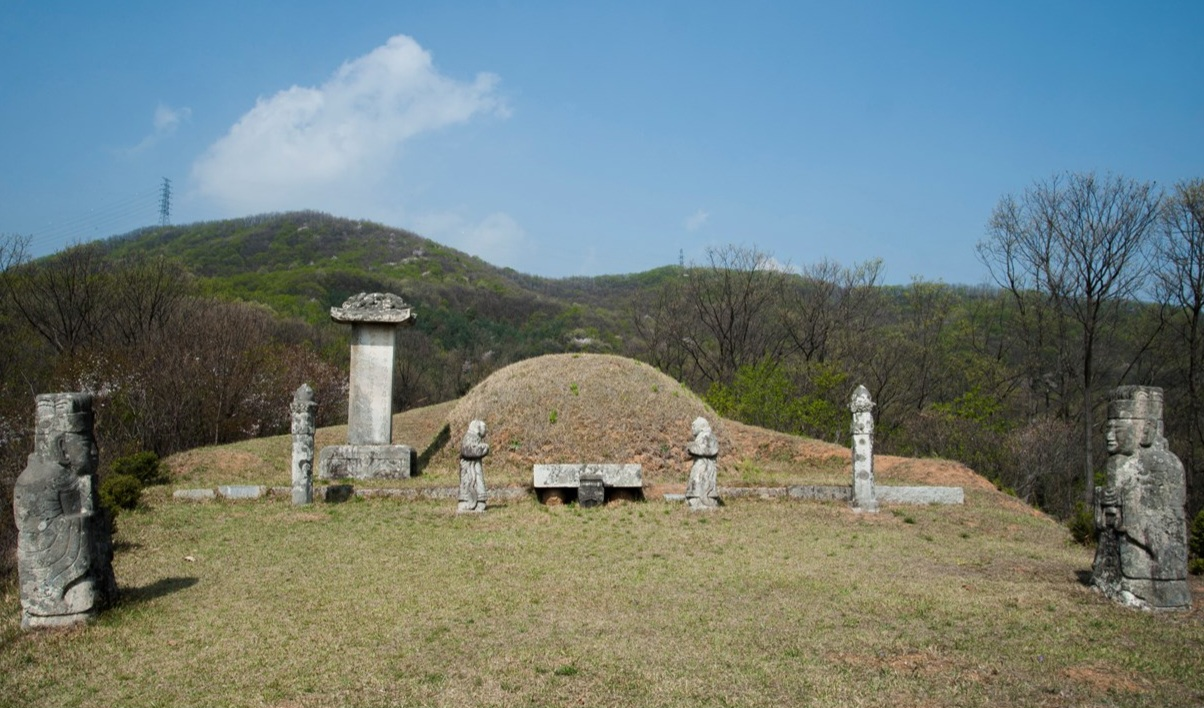
位於京畿道廣州市昆池岩邑新垈里的申砬之墓（京畿道紀念物第95號）

申砬（1546年—1592年），字立之，朝鮮王朝時期武將。本貫平山申氏，其姊為仁獻王后之生母。

## 生平
1567年武舉合格，被派往北方邊境，負責防衛女真族。他多次在對女真的戰鬥中立功，逐漸升為北道兵馬節度使，受到朝鮮王朝的倚重。宣祖曾向其兄申礏讚譽道「爾弟申砬, 盡忠報國, 身守邊城, 虜不敢近, 有古良將之風」。
1592年，壬辰倭亂爆發，當日軍攻至尚州時，朝鮮宣祖將申砬從北方邊境召回，派往南方防禦。申砬率軍到達忠州，率騎兵在彈琴臺背水一戰，遭日軍火繩槍的攻擊，大敗，投水自殺。諡忠壯。
死後，葬於京畿道廣州市。